# Jure Travner
Jure Travner, slovenski nogometaš, * 28. september 1985, Celje.
Travner je v slovenski ligi za klube Celje, Šmartno ob Paki, Dravograd in od leta 2012 Mura 05. Skupno je v prvi slovenski ligi odigral 157 prvenstvenih tekem in dosegel tri gole. Igral je tudi za Watford v drugi angleški ligi, kjer ni dobil priložnosti v prvem moštvu, St. Mirren v škotski ligi in Ludogorec Razgrad v bolgarski ligi ter avstrijska SV Wildon in ASKÖ Jabing.